# محافظة كوندارا
كوندارا هي محافظة تقع في إقليم بوكي في غينيا. عاصمتها هي كوندارا. تبلغ مساحة المحافظة 5,238 كيلومتر مربع (2,022 ميل2) ويبلغ عدد سكانها 130205 نسمة.

## العاصمة
يخدم مطار سمبايلو بلدة كوندارا. اعتبارا من عام 2014 كان عدد سكانها 27،433 نسمة.

## المحافظات الفرعية
تنقسم المحافظة إدارياً إلى 7 محافظات فرعية :
1. مركز كوندارا
2. غينغان
3. كمبي
4. سامبايلو
5. ساربويدو
6. ترماس
7. يوكونكون